# هلاينغ بو بو
هلاينغ بو بو (بالبورمية: လှိုင်ဘိုဘို) هو لاعب كرة قدم ميانماري في مركز الوسط، ولد في 8 يوليو 1996 في ميانمار. شارك مع منتخب ميانمار تحت 23 سنة لكرة القدم ومنتخب ميانمار لكرة القدم. أما مع النوادي، فقد لعب مع نادي ياداناربون.

## وصلات خارجية
- هلاينغ بو بو على موقع قاعدة بيانات كرة القدم.إي يو (الإنجليزية)
- هلاينغ بو بو على موقع ناشيونال فوتبول تيمز (الإنجليزية)
- هلاينغ بو بو على موقع Soccerway.com (الإنجليزية)
- هلاينغ بو بو على موقع عالم كرة القدم.نت (الإنجليزية)